# 克兰克-尼科尔森方法
克兰克－尼科尔森方法（英語：Crank–Nicolson method）是一種数值分析的有限差分法，可用于数值求解热方程以及类似形式的偏微分方程。它在时间方向上是隐式的二阶方法，可以寫成隐式的龍格－庫塔法，数值稳定。该方法诞生于20世纪，由約翰·克蘭克与菲利斯·尼科爾森发展。
可以证明克兰克－尼科尔森方法对于扩散方程（以及许多其他方程）是无条件稳定。但是，如果时间步长Δt乘以熱擴散率，再除以空间步长平方Δx2的值过大（根據馮諾依曼穩定性分析，以大于1/2為準），近似解中将存在虚假的振荡或衰减。基于这个原因，当要求大时间步或高空间分辨率的时候，往往会采用数值精确较差的后向欧拉法进行计算，这样即可以保证稳定，又避免了解的伪振荡。

## 方法
克兰克－尼科尔森方法在空间域上的使用中心差分；而时间域上应用梯形公式，保证了时间域上的二阶收敛。例如，一维偏微分方程
{\displaystyle {\frac {\partial u}{\partial t}}=F\left(u,x,t,{\frac {\partial u}{\partial x}},{\frac {\partial ^{2}u}{\partial x^{2}}}\right)}
令{\displaystyle u(i\Delta x,n\Delta t)=u_{i}^{n}\,}，则通过克兰克－尼科尔森方法导出的差分方程是第n步上采用前向欧拉方法与第n+1步上采用后向欧拉方法的平均值（注意，克兰克－尼科尔森方法本身不是这两种方法简单地取平均，方程对解隐式依赖）。
{\displaystyle {\frac {u_{i}^{n+1}-u_{i}^{n}}{\Delta t}}=F_{i}^{n}\left(u,x,t,{\frac {\partial u}{\partial x}},{\frac {\partial ^{2}u}{\partial x^{2}}}\right)}               (前向欧拉方法)
{\displaystyle {\frac {u_{i}^{n+1}-u_{i}^{n}}{\Delta t}}=F_{i}^{n+1}\left(u,x,t,{\frac {\partial u}{\partial x}},{\frac {\partial ^{2}u}{\partial x^{2}}}\right)}               (后向欧拉方法)
{\displaystyle {\frac {u_{i}^{n+1}-u_{i}^{n}}{\Delta t}}={\frac {1}{2}}\left(F_{i}^{n+1}\left(u,x,t,{\frac {\partial u}{\partial x}},{\frac {\partial ^{2}u}{\partial x^{2}}}\right)+F_{i}^{n}\left(u,x,t,{\frac {\partial u}{\partial x}},{\frac {\partial ^{2}u}{\partial x^{2}}}\right)\right)}        (克兰克－尼科尔森方法)
对于F，通过中心差分方法使其在空间上是离散的。
注意，这是一个隐式方法，需要求解代数方程组以得到时间域上的下一个u值。如果偏微分方程是非线性的，中心差分后得到的方程依旧是非线性方程系统，因此在时间步上推进会涉及求解非线性代数方程组。许多问题中，特别是线性扩散，代数方程中的矩阵是三对角的，通过三对角矩阵算法可以高效求解，这样，算法的时间复杂度由直接求解全矩阵的{\displaystyle {\mathcal {O}}(n^{3})}转化为{\displaystyle {\mathcal {O}}(n)}。

## 示例

### 线性扩散问题
- 线性扩散方程

{\displaystyle {\frac {\partial u}{\partial t}}=a{\frac {\partial ^{2}u}{\partial x^{2}}}}
通过克兰克－尼科尔森方法将得到离散方程
{\displaystyle {\frac {u_{i}^{n+1}-u_{i}^{n}}{\Delta t}}={\frac {a}{2(\Delta x)^{2}}}\left((u_{i+1}^{n+1}-2u_{i}^{n+1}+u_{i-1}^{n+1})+(u_{i+1}^{n}-2u_{i}^{n}+u_{i-1}^{n})\right)}
引入变量{\displaystyle r={\frac {a\Delta t}{2(\Delta x)^{2}}}}:
{\displaystyle -ru_{i+1}^{n+1}+(1+2r)u_{i}^{n+1}-ru_{i-1}^{n+1}=ru_{i+1}^{n}+(1-2r)u_{i}^{n}+ru_{i-1}^{n}\,}
这是一个三对角问题，应用三对角矩阵算法（追赶法）即可得到{\displaystyle u_{i}^{n+1}}，而不需要对矩阵直接求逆。
- 准线性扩散方程

{\displaystyle {\frac {\partial u}{\partial t}}=a(u){\frac {\partial ^{2}u}{\partial x^{2}}}}
离散化后则会得到非线性方程系统。但是某些情况下，通过使用a的旧值，即用{\displaystyle a_{i}^{n}(u)\,} 替代{\displaystyle a_{i}^{n+1}(u)\,}，可将问题线性化。其他时候，也可能在保证稳定性的基础上使用显式方法估计{\displaystyle a_{i}^{n+1}(u)\,}

### 一维多通道连接的扩散问题
这种模型可以用于描述水流中含稳定污染流，但只有一维信息的情况。它可以简化为一维问题并得到有价值的信息。
可对水中污染溶质富集的问题进行建模，这种问题由三部分组成：已知的扩散方程（{\displaystyle D_{x}}为常量），平流分量（即由速度场导致的系统在空间上的变化，表示为常量Ux），以及与纵向通道k旁流的相互作用。
{\displaystyle \langle 0\rangle {\frac {\partial C}{\partial t}}=D_{x}{\frac {\partial ^{2}C}{\partial x^{2}}}-U_{x}{\frac {\partial C}{\partial x}}-k(C-C_{N})-k(C-C_{M})}
其中C表示污染物的富集水平，下标N和M分别对应上一通道和下一通道。
克兰克－尼科尔森方法（i对应位置，j对应时间）将以上偏微分方程中的每个部分变换为
{\displaystyle \langle 1\rangle {\frac {\partial C}{\partial t}}={\frac {C_{i}^{j+1}-C_{i}^{j}}{\Delta t}}}
{\displaystyle \langle 2\rangle {\frac {\partial ^{2}C}{\partial x^{2}}}={\frac {1}{2(\Delta x)^{2}}}\left((C_{i+1}^{j+1}-2C_{i}^{j+1}+C_{i-1}^{j+1})+(C_{i+1}^{j}-2C_{i}^{j}+C_{i-1}^{j})\right)}
{\displaystyle \langle 3\rangle {\frac {\partial C}{\partial x}}={\frac {1}{2}}\left({\frac {(C_{i+1}^{j+1}-C_{i-1}^{j+1})}{2(\Delta x)}}+{\frac {(C_{i+1}^{j}-C_{i-1}^{j})}{2(\Delta x)}}\right)}
{\displaystyle \langle 4\rangle C={\frac {1}{2}}(C_{i}^{j+1}+C_{i}^{j})}
{\displaystyle \langle 5\rangle C_{N}={\frac {1}{2}}(C_{Ni}^{j+1}+C_{Ni}^{j})}
{\displaystyle \langle 6\rangle C_{M}={\frac {1}{2}}(C_{Mi}^{j+1}+C_{Mi}^{j})}
现在引入以下常量用于简化计算：
{\displaystyle \lambda ={\frac {D_{x}\Delta t}{2\Delta x^{2}}}}
{\displaystyle \alpha ={\frac {U_{x}\Delta t}{4\Delta x}}}
{\displaystyle \beta ={\frac {k\Delta t}{2}}}
把 <1>, <2>, <3>, <4>, <5>, <6>, α, β 和 λ 代入 <0>. 把新时间项(j+1)代入到左边，当前时间项(j)代入到右边，将得到
{\displaystyle -\beta C_{Ni}^{j+1}-(\lambda +\alpha )C_{i-1}^{j+1}+(1+2\lambda +2\beta )C_{i}^{j+1}-(\lambda -\alpha )C_{i+1}^{j+1}-\beta C_{Mi}^{j+1}=\beta C_{Ni}^{j}+(\lambda +\alpha )C_{i-1}^{j}+(1-2\lambda -2\beta )C_{i}^{j}+(\lambda -\alpha )C_{i+1}^{j}+\beta C_{Mi}^{j}}
第一个通道只能与下一个通道(M)有关系，因此表达式可以简化为：
{\displaystyle -(\lambda +\alpha )C_{i-1}^{j+1}+(1+2\lambda +\beta )C_{i}^{j+1}-(\lambda -\alpha )C_{i+1}^{j+1}-\beta C_{Mi}^{j+1}=+(\lambda +\alpha )C_{i-1}^{j}+(1-2\lambda -\beta )C_{i}^{j}+(\lambda -\alpha )C_{i+1}^{j}+\beta C_{Mi}^{j}}
同样地， 最后一个通道只与前一个通道（N）有关联，因此表达式可以简化为
{\displaystyle -\beta C_{Ni}^{j+1}-(\lambda +\alpha )C_{i-1}^{j+1}+(1+2\lambda +\beta )C_{i}^{j+1}-(\lambda -\alpha )C_{i+1}^{j+1}=\beta C_{Ni}^{j}+(\lambda +\alpha )C_{i-1}^{j}+(1-2\lambda -\beta )C_{i}^{j}+(\lambda -\alpha )C_{i+1}^{j}}
为求解此线性方程组，需要知道边界条件在通道始端就已经给定了。
{\displaystyle C_{0}^{j}}: 当前时间步某通道的初始条件
{\displaystyle C_{0}^{j+1}}: 下一时间步某通道的初始条件
{\displaystyle C_{N0}^{j}}: 前一通道到当前时间步下某通道的初始条件
{\displaystyle C_{M0}^{j}}: 下一通道到当前时间步下某通道的初始条件
对于通道的末端最后一个节点，最方便的条件是是绝热近似，则
{\displaystyle {\frac {\partial C}{\partial x}}_{x=z}={\frac {(C_{i+1}-C_{i-1})}{2\Delta x}}=0}
当且只当
{\displaystyle C_{i+1}^{j+1}=C_{i-1}^{j+1}\,}
时，这一条件才被满足。
以3个通道，5个节点为例，可以将线性系统问题表示为
{\displaystyle {\begin{bmatrix}AA\end{bmatrix}}{\begin{bmatrix}C^{j+1}\end{bmatrix}}=[BB][C^{j}]+[d]}
其中，
{\displaystyle \mathbf {C^{j+1}} ={\begin{bmatrix}C_{11}^{j+1}\\C_{12}^{j+1}\\C_{13}^{j+1}\\C_{14}^{j+1}\\C_{21}^{j+1}\\C_{22}^{j+1}\\C_{23}^{j+1}\\C_{24}^{j+1}\\C_{31}^{j+1}\\C_{32}^{j+1}\\C_{33}^{j+1}\\C_{34}^{j+1}\end{bmatrix}}} {\displaystyle \mathbf {C^{j}} ={\begin{bmatrix}C_{11}^{j}\\C_{12}^{j}\\C_{13}^{j}\\C_{14}^{j}\\C_{21}^{j}\\C_{22}^{j}\\C_{23}^{j}\\C_{24}^{j}\\C_{31}^{j}\\C_{32}^{j}\\C_{33}^{j}\\C_{34}^{j}\end{bmatrix}}}
需要清楚的是，AA和BB是由四个不同子矩阵组成的矩阵，
{\displaystyle \mathbf {AA} ={\begin{bmatrix}AA1&AA3&0\\AA3&AA2&AA3\\0&AA3&AA1\end{bmatrix}}}
{\displaystyle \mathbf {BB} ={\begin{bmatrix}BB1&-AA3&0\\-AA3&BB2&-AA3\\0&-AA3&BB1\end{bmatrix}}}
其中上述矩阵的的矩阵元对应于下一个矩阵和额外的4x4零矩阵。请注意，矩阵AA和BB的大小为12x12
{\displaystyle \mathbf {AA1} ={\begin{bmatrix}(1+2\lambda +\beta )&-(\lambda -\alpha )&0&0\\-(\lambda +\alpha )&(1+2\lambda +\beta )&-(\lambda -\alpha )&0\\0&-(\lambda +\alpha )&(1+2\lambda +\beta )&-(\lambda -\alpha )\\0&0&-2\lambda &(1+2\lambda +\beta )\end{bmatrix}}}
{\displaystyle \mathbf {AA2} ={\begin{bmatrix}(1+2\lambda +2\beta )&-(\lambda -\alpha )&0&0\\-(\lambda +\alpha )&(1+2\lambda +2\beta )&-(\lambda -\alpha )&0\\0&-(\lambda +\alpha )&(1+2\lambda +2\beta )&-(\lambda -\alpha )\\0&0&-2\lambda &(1+2\lambda +2\beta )\end{bmatrix}}}
{\displaystyle \mathbf {AA3} ={\begin{bmatrix}-\beta &0&0&0\\0&-\beta &0&0\\0&0&-\beta &0\\0&0&0&-\beta \end{bmatrix}}}
{\displaystyle \mathbf {BB1} ={\begin{bmatrix}(1-2\lambda -\beta )&(\lambda -\alpha )&0&0\\(\lambda +\alpha )&(1-2\lambda -\beta )&(\lambda -\alpha )&0\\0&(\lambda +\alpha )&(1-2\lambda -\beta )&(\lambda -\alpha )\\0&0&2\lambda &(1-2\lambda -\beta )\end{bmatrix}}}   &  
{\displaystyle \mathbf {BB2} ={\begin{bmatrix}(1-2\lambda -2\beta )&(\lambda -\alpha )&0&0\\(\lambda +\alpha )&(1-2\lambda -2\beta )&(\lambda -\alpha )&0\\0&(\lambda +\alpha )&(1-2\lambda -2\beta )&(\lambda -\alpha )\\0&0&2\lambda &(1-2\lambda -2\beta )\end{bmatrix}}}
这里的d矢量用于保证边界条件成立。在此示例中为12x1的矢量。
{\displaystyle \mathbf {d} ={\begin{bmatrix}(\lambda +\alpha )(C_{10}^{j+1}+C_{10}^{j})\\0\\0\\0\\(\lambda +\alpha )(C_{20}^{j+1}+C_{20}^{j})\\0\\0\\0\\(\lambda +\alpha )(C_{30}^{j+1}+C_{30}^{j})\\0\\0\\0\end{bmatrix}}}
为了找到任意时间下污染物的聚集情况，需要对以下方程进行迭代计算：
{\displaystyle {\begin{bmatrix}C^{j+1}\end{bmatrix}}={\begin{bmatrix}AA^{-1}\end{bmatrix}}([BB][C^{j}]+[d])}

### 二维扩散问题
將擴散問題延伸到二維的笛卡爾網格，推導方程類似，但結果會是{{link-en|带形矩阵|Banded matrix||的方程式，不是三角矩陣，二維的熱方程
{\displaystyle {\frac {\partial u}{\partial t}}=a\left({\frac {\partial ^{2}u}{\partial x^{2}}}+{\frac {\partial ^{2}u}{\partial y^{2}}}\right)}
假設網格滿足{\displaystyle \Delta x=\Delta y}的特性，即可通過克蘭克－尼科爾森方法將得到離散方程
{\displaystyle {\begin{aligned}u_{i,j}^{n+1}&=u_{i,j}^{n}+{\frac {1}{2}}{\frac {a\Delta t}{(\Delta x)^{2}}}{\big [}(u_{i+1,j}^{n+1}+u_{i-1,j}^{n+1}+u_{i,j+1}^{n+1}+u_{i,j-1}^{n+1}-4u_{i,j}^{n+1})\\&\qquad {}+(u_{i+1,j}^{n}+u_{i-1,j}^{n}+u_{i,j+1}^{n}+u_{i,j-1}^{n}-4u_{i,j}^{n}){\big ]}\end{aligned}}}
此方程可以再重組，配合柯朗数再進行簡化
{\displaystyle \mu ={\frac {a\Delta t}{(\Delta x)^{2}}}.}
在克蘭克－尼科爾森方法下，不需要為了穩定性而限制柯朗数的上限，不過為了數值穩定度，柯朗数仍不能太高，可以將方程式重寫如下：
{\displaystyle {\begin{aligned}&(1+2\mu )u_{i,j}^{n+1}-{\frac {\mu }{2}}\left(u_{i+1,j}^{n+1}+u_{i-1,j}^{n+1}+u_{i,j+1}^{n+1}+u_{i,j-1}^{n+1}\right)\\&\quad =(1-2\mu )u_{i,j}^{n}+{\frac {\mu }{2}}\left(u_{i+1,j}^{n}+u_{i-1,j}^{n}+u_{i,j+1}^{n}+u_{i,j-1}^{n}\right).\end{aligned}}}

## 應用在金融數學上
許多的現象都可以用熱方程（金融數學上稱為擴散方程）來建模，因此克兰克－尼科尔森方法也可以用在這些領域中。尤其金融衍生工具定價用的布萊克-休斯模型可以轉換為熱方程，因此期權定價的數值解可以用克兰克－尼科尔森方法求得。
因為期權定價若超過基本假設（例如改變股息）時，無法求得解析解，需要用上述方式求得。不過若是非平滑的最後條件（大部份的金融商品都是如此），克兰克－尼科尔森方法會有數值的震盪，無法用濾波方式平緩。在期權定價上會反映在履約價Γ的變動。因此，一開始幾個步驟需要用其他比較不會震盪的方法（如全隱式有限差分法）。